# Présidence de Zachary Taylor
12e président des États-Unis
Présidence de James K. Polk Présidence de Millard Fillmore
La présidence de Zachary Taylor débuta le 4 mars 1849, date de l'investiture de Zachary Taylor en tant que 12e président des États-Unis, et prit fin avec la mort de ce dernier le 9 juillet 1850.

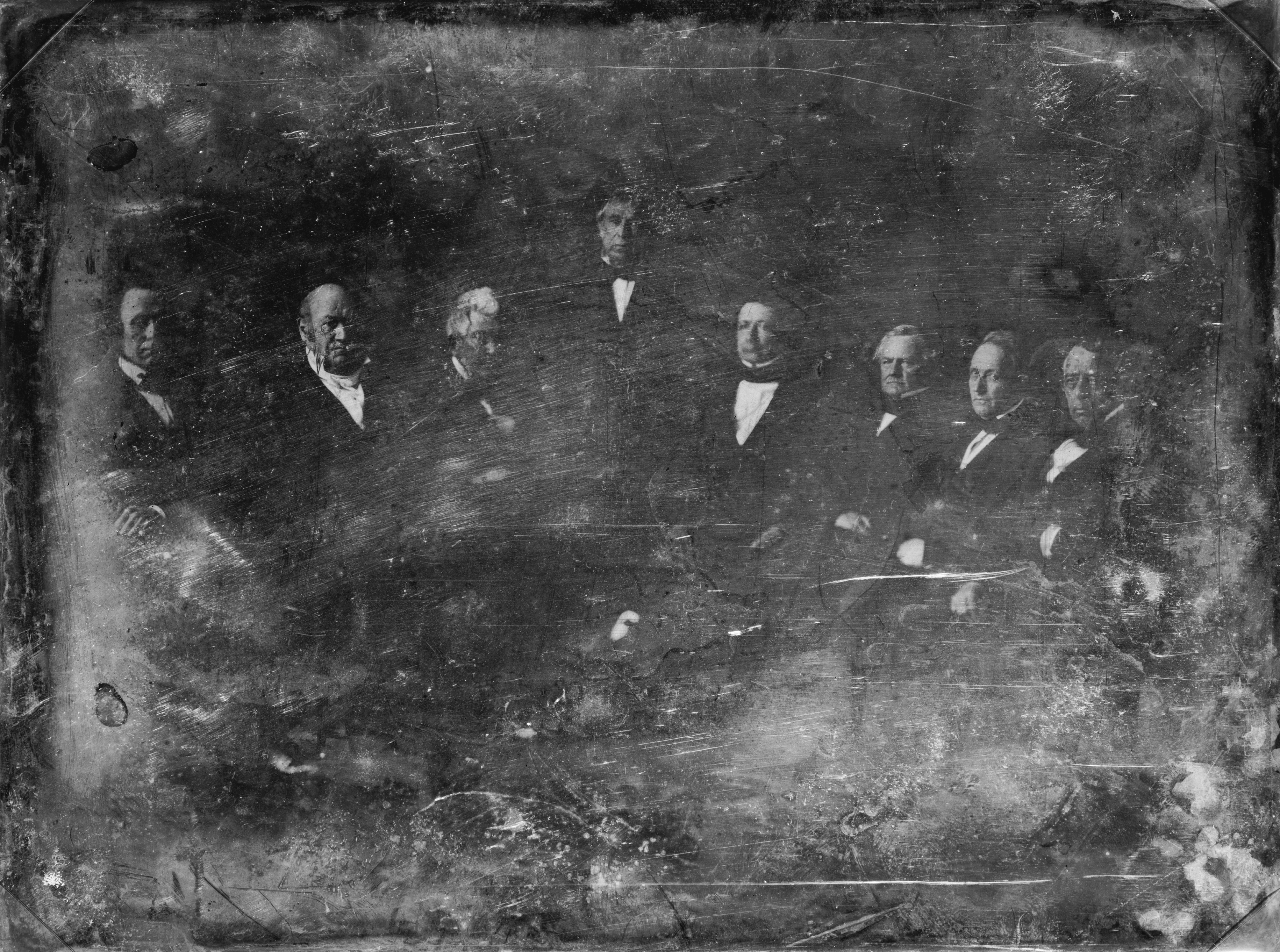
Daguerréotype de l'administration Taylor par Mathew Brady. De gauche à droite : William B. Preston, Thomas Ewing, John Middleton Clayton, Zachary Taylor, William Morris Meredith, George Walker Crawford, Jacob Collamer et Reverdy Johnson.